# Lwówi matematikai iskola

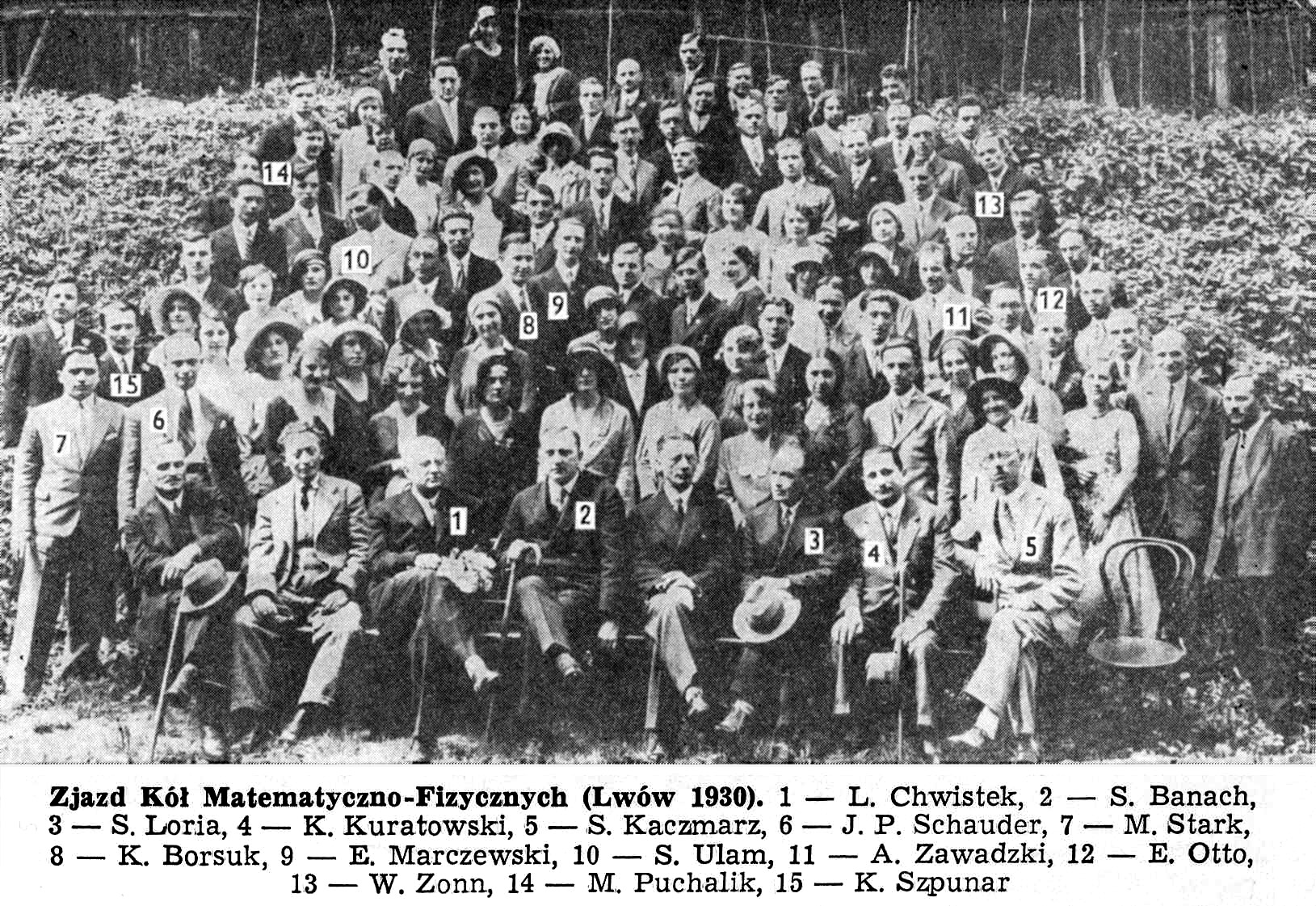
A lwówi matematikai iskola tagjai (1930)

A lwówi matematikai iskola (lengyelül: Lwowska szkoła matematyczna) a második világháború előtt Lengyelországban működő matematikai iskola volt, mely Stefan Banach és Hugo Steinhaus matematikusok körül szerveződött. Fő kutatási területe – eltérően a varsói matematikai iskolától – a 20. századi matematika egyik modern ága, a funkcionálanalízis volt. Az iskola jelentette meg a Studia Mathematica c. tudományos folyóiratot.

## Története

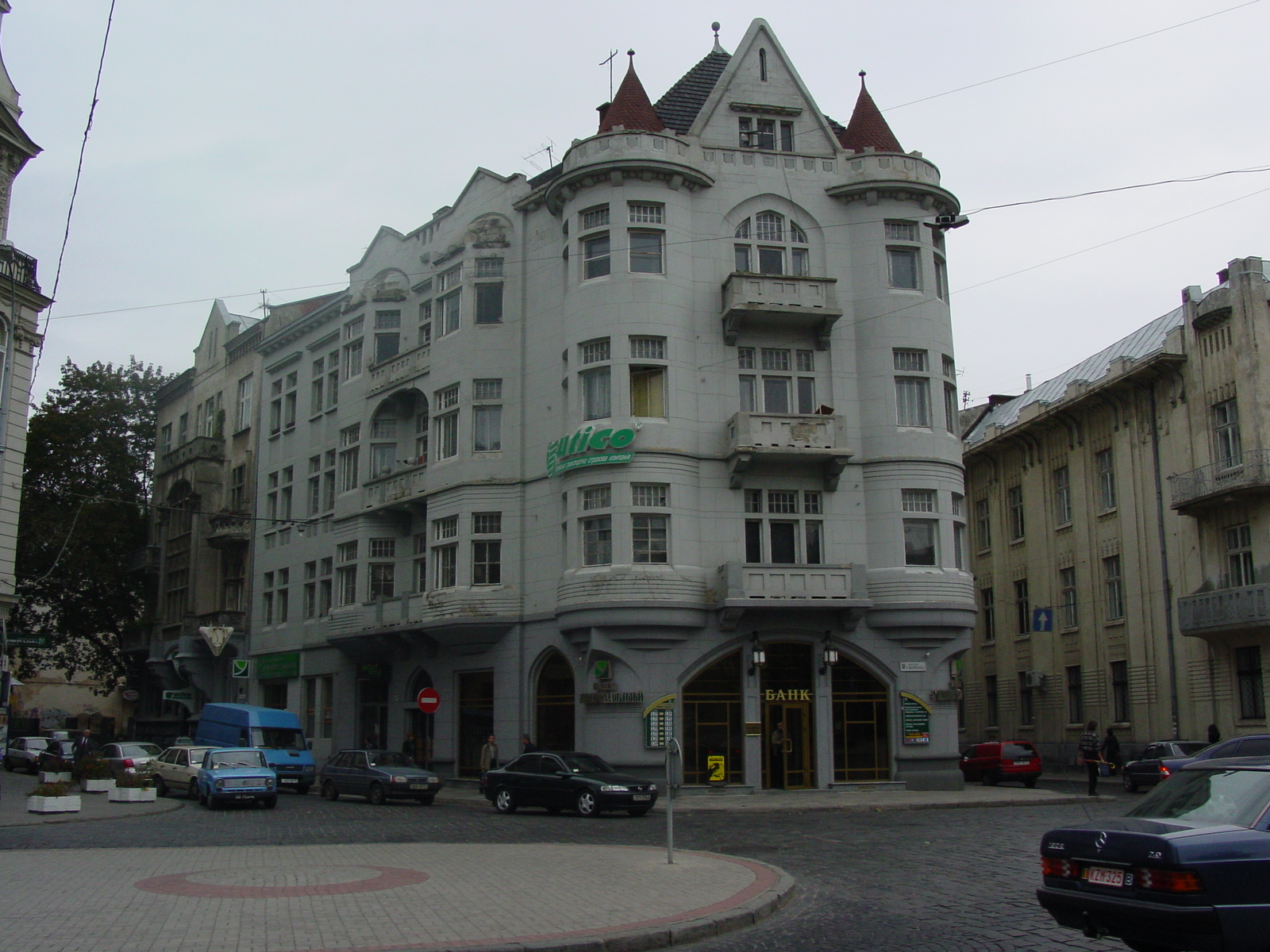
A Skót Kávéház épülete napjainkban

Lwówi matematikusok egy csoportja 1918-tól szoros baráti és munkakapcsolatot alakított ki. Az így létrejött matematikai iskola tagjai a helyi Skót Kávéházban (Kawiarnia Szkocka) gyűltek össze beszélgetni és megvitatni az őket érdeklő új tudományos problémákat. E kérdéseket a kávéházi márványasztal fölött őrzött jegyzetfüzetben rögzítették. Így jött létre a legendássá vált Skót Könyv (Księga Szkocka), melyet Stefan Banach felesége, Lucja Banach mentett meg a világháború idején, és amelyet 1972-ben a Stefan Banach Nemzetközi Matematikai Intézetnek adományozott. Azóta számos benne foglalt matematikai problémával foglalkoztak és megoldást is találtak rájuk.
A csoport 1929-tól adta ki a Studia Mathematica c. újságot, mely a matematika funkcionálanalízis ágával foglalkozott. A lap a nemzetközi kapcsolatokban leginkább használt francia, német és angol nyelveken jelent meg. Hamarosan a lwówi matematikusok fórumából a funkcionálanalízis világszerte fontos szakújsága lett.
1941 és 1944 között, Lwów náci megszállásának idején tiltott volt a tudományos tevékenység. A csoport nem működhetett, majd megsemmisült, mivel számos tagja tragikus körülmények között elhunyt. Stefan Kaczmarzt Katyńban kivégezték. Władysław Heptert szovjet munkatáborba hurcolták, majd meghalt ott. Antoni Łomnicki, Włodzimierz Stożek és Stanisław Ruziewicz a lwówi professzormészárlás áldozata lett. Juliusz Paweł Schauderrel és Herman Auerbach-hal sortűz végzett a lwówi gettóban. Stanisław Saksot Varsóban ölték meg a nácik. Marian Mojżesz Jacob és Menachem Wojdysławski 1942-ben eltűntek. Meier Eidelheitet 1943-ban megölték a németek.
Stefan Banach, Władysław Orlicz, Jerzy Albrycht, Feliks Barański és Bronisław Knaster úgy menekült meg, hogy részt vettek Rudolf Weigl professzor kísérletében, melynek során tífusszal fertőzött tetveket etettek a saját testükkel annak érdekében, hogy vakcinát állítsanak elő.
Lwówot (Lemberget) a világháború után Ukrajnához csatolták, az iskola életben maradt tagjai pedig másutt folytatták munkájukat. A zsidó származása miatt bujkálni kényszerült Hugo Steinhaus Wrocławba költözött, Stanisław Mazur Varsóba. Stefan Banachot a krakkói Jagelló Egyetemre hívták, de betegsége miatt nem tudott elköltözni és 1945-ben Lwówban elhunyt.

## Vezető képviselők
- Herman Auerbach
- Stefan Banach
- Zygmunt Wilhelm Birnbaum
- Leon Chwistek
- Meier Eidelheit
- Władysław Hetper
- Mark Kac
- Stefan Kaczmarz
- Kazimierz Kuratowski
- Antoni Łomnicki
- Jan Łukasiewicz
- Stanisław Mazur
- Władysław Nikliborc
- Władysław Orlicz
- Józef Pepis
- Stanisław Ruziewicz
- Stanisław Saks
- Juliusz Paweł Schauder
- Hugo Steinhaus
- Włodzimierz Stożek
- Stanisław Ulam

## Fordítás
- Ez a szócikk részben vagy egészben a Lwowska szkoła matematyczna című lengyel Wikipédia-szócikk ezen változatának fordításán alapul.  Az eredeti cikk szerkesztőit annak laptörténete sorolja fel. Ez a jelzés csupán a megfogalmazás eredetét és a szerzői jogokat jelzi, nem szolgál a cikkben szereplő információk forrásmegjelöléseként.